# 薩門斯托夫

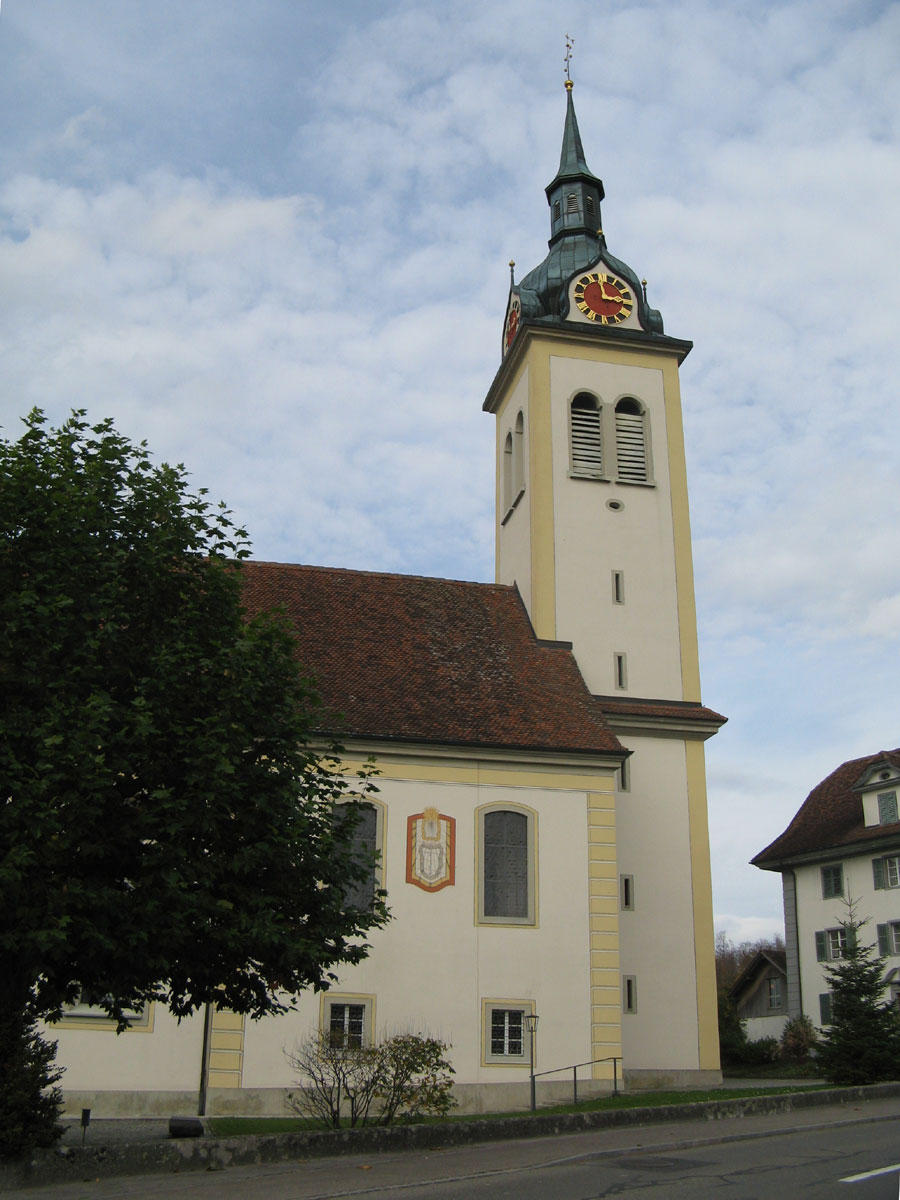

薩門斯托夫是瑞士的城鎮，位於該國北部，由阿爾高州負責管轄，面積8.31平方公里，海拔高度534米，2012年人口2,514，六成半人口信奉羅馬天主教，人口密度每平方公里303人。